# Виктор, Павел Андреевич
Па́вел Андре́евич Викто́р (укр. Павло Андрійович Віктор; род. 6 апреля 1954, Сыктывкар, Коми АССР, РСФСР, СССР) — советский и украинский учитель. Заслуженный учитель Украины (2009). Народный учитель Украины (2022). Кандидат физико-математических наук.

## Биография
Родился Павел Виктор 6 апреля 1954 года в Сыктывкаре. Дед по отцовской линии был немцем из Одессы, и во время Второй мировой войны после оккупации Одессы немецкими войсками принудительно вывезен в Германию. Отец Павла Андреевича в это время был ещё 13-летним мальчиком. Это послужило основанием для ссылки всей семьи на Север, где и родился Павел Виктор. Отец и мать — оба выпускники педагогического института в Сыктывкаре. В Одессу семье Павла Андреевича удалось вернуться только в 1963 году. Отец, Виктор Андрей Антонович — преподаватель физики. Мать, Варвара Юльевна всю жизнь работала учительницей английского языка. Павел окончил школу с золотой медалью. В 1976 году окончил физический факультет Одесского государственного университета имени И. И. Мечникова.

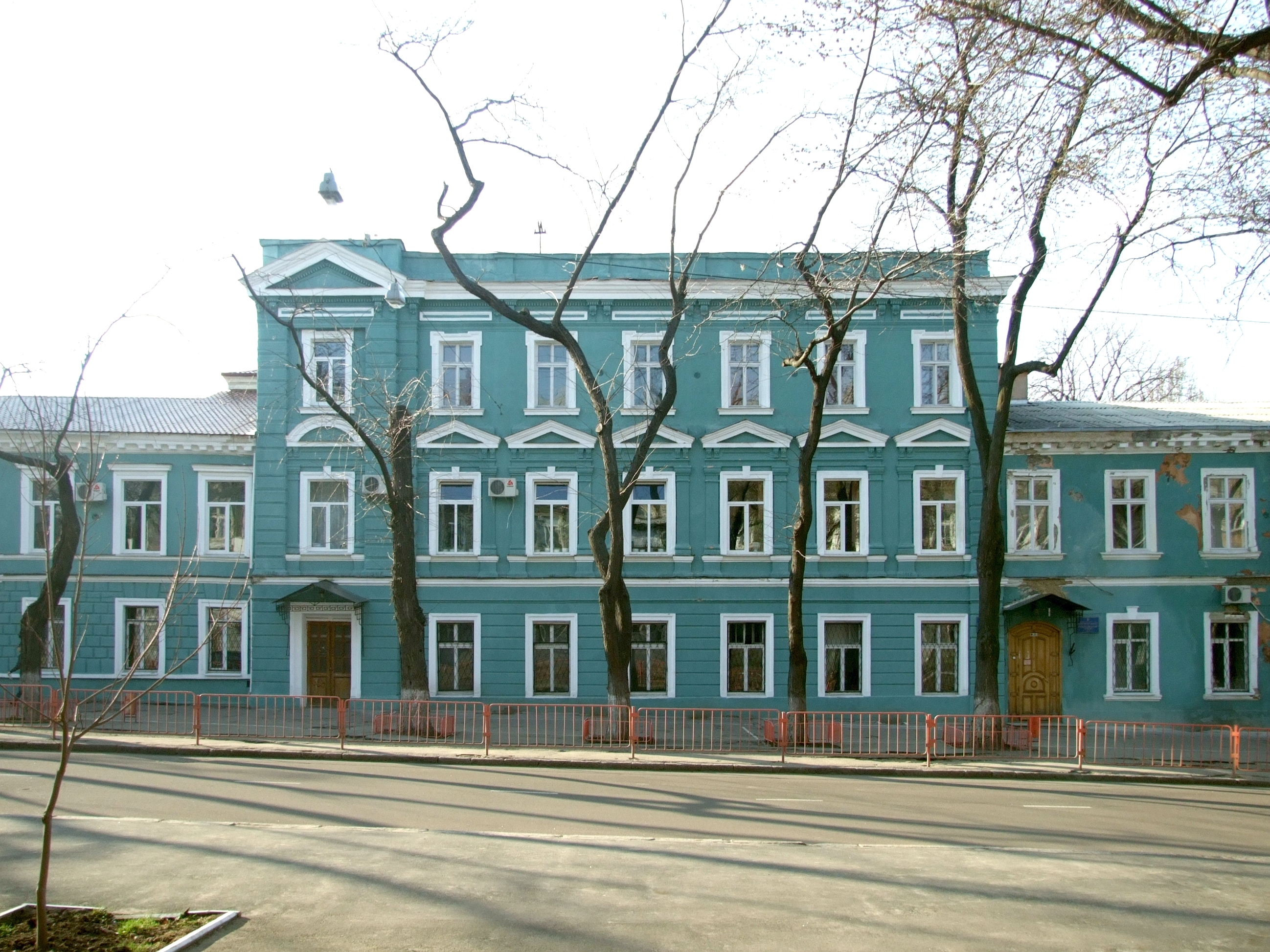
Ришельевский лицей

Начал преподавать в 1979 году. Работал на физическом факультете одесского университета около тридцати лет, где прошёл путь от аспиранта до доцента. Кандидат физико-математических наук. Вёл курс атомной физики. После чего стал вести в Ришельевском лицее кружок по применению информатики в физических исследованиях, а затем стал учителем физики. В 1999 году Павлу Виктору доверили классное руководство. В 2009 году он стал победителем всеукраинского конкурса «Учитель года».
Павел Андреевич среди своих учеников начал практиковать удалённое обучение посредством трансляции своих уроков в Skype. В 2010 году он начал выкладывать свои видеоуроки на YouTube. 5 декабря 2020 г. Павел Андреевич добавил на свой канал последний видеоурок, тем самым завершив школьный курс физики за 7-11 класс. По состоянию на май 2021 года на его канале было более 39 млн просмотров и около 700 видеоуроков. В декабре 2020 года издан учебник Павла Андреевича «Физика. Основы и механическое движение» на двух языках (русский, украинский).
9 ноября 2022 г. количество подписчиков на YouTube-канале Павла Андреевича перевалило за миллион.
25 октября 2018 года Павел Виктор ехал домой на велосипеде и стал жертвой ограбления. В результате учитель попал в больницу с сотрясением мозга и переломом шейки бедра. Хмельницкий районный отдел полиции открыл уголовное дело по ч. 2 ст. 186 Уголовного кодекса Украины («Грабёж»).

## Награды и звания
- Заслуженный учитель Украины (1 октября 2009)[1]
- Орден «За заслуги» III степени (4 октября 2013)[9]
- Почетный знак отличия Одесского городского головы «За заслуги перед городом» (2 сентября 2021)[10]
- Народный учитель Украины (30 сентября 2022)[11]

## Семья
Супруга — Виктор Евгения Александровна, учитель информатики.